# 한강 영화 촬영 헬리콥터 추락 사고
한강 영화 촬영 헬리콥터 추락 사고는 1993년 6월 14일 영화 촬영 중 시코르스키 S-76 헬리콥터가 한강에 추락한 사고로, 7명의 사망자를 냈다.
오후 4시 경, 영화 《남자 위의 여자》 의 첫 장면인 선상 결혼식 장면을 촬영하던 중, 영화제작 관계자와 주연 배우 변영훈, KBS 〈연예가중계〉 취재팀 등이 근접촬영을 위해 헬리콥터의 고도를 낮추다가 한강에 추락하였다. 사고 이후 뒤늦게 구조활동을 벌이면서 창문을 깨며 헬기에서 탈출한 KBS 김일환 PD를 제외한 헬기 기장 최 모 등 5명은 구조 당시 이미 숨진 상태였고, 배우 변영훈과 영화사 대표 이 모씨는 병원에서 치료 중 사망했다.
이 사고는 부조종사의 부재 및 정원수 이상의 인원이 헬기에 탑승하여 발생한 것으로 확인되었다.

## 같이 보기
- 변영훈